# クルセイダーキングス2
Crusader Kings IIは、Paradox Development Studioが開発し、Paradox Interactiveが発売したグランドストラテジービデオゲームである。中世を舞台に、2004年に発売された『Crusader Kings』の続編として、2012年2月14日に発売された。2019年10月18日、同ゲームはフリープレイとなった。2020年9月1日には、続編の『Crusader KingsIII』が発売された。Crusader KingsIIは、それまでのパラドックス社のゲームとは異なり、より幅広い層を取り込み、同社の成長に貢献したという点で際立っている。

## ゲームプレイ
本作は、1066年から1453年までの中世の王朝を操作する王朝シュミレーションゲームである。プレイヤーは1066年1月1日から1337年12月31日の間の任意の日付から始めることができるが、DLC「Old Gods」と「Charlemagne」を導入することによって、それぞれ867年と769年という早い日付から始めることができる。後に、無料アップデートである「Iron Century」のアップデートにより、936年からの開始が可能になった。プレイヤーは、戦争、結婚、暗殺など、さまざまなことを戦略的に駆使して、王朝の成功を目指す。
このゲームでは、ウィリアム征服王、カール大帝、チンギス・ハーン、ハロルド・ゴッドウィンソン、ロベルト・イル・グイスカルド、ロバート1世、ハーラル3世、エル・シッド、コンスタンティノス10世、ハールーン・アッ＝ラシード、アレクシオス1世、リチャード1世、骨なしのイーヴァル、アルフレッド大王、ボードゥアン1世、ボレスワフ2世、サラディンなど多数の歴史上の人物が登場する。彼らが使用可能なのはもちろん、小公家や伯爵などの重要でない人物も選択できる。また、DLC「ルーラーデザイナー」を使って全く新しいキャラクターを作成することもできる。
何をもって成功とするかはプレイヤーが自由に決められる。ゲーム内の唯一の目的は、歴史的に重要なヨーロッパ諸王朝（カペー朝、リューリク朝、ハプスブルク朝の3つが最も権威がある）の威信ランキングを超えるために、できるだけ多くの威信点と信仰点を獲得することである。ゲームは、プレイヤーのキャラクターが同じ王朝の後継者がいないまま死亡するか、プレイヤーの王朝のメンバー全員（自分を含む）から伯爵以上の地位が剥奪されるか、1453年に到達すると終了する（ただし、プレイヤーが「観察者モード」である場合は、ゲームが続行される）。
このゲームは遺伝学と教育システムを採用しており、子供たちは両親や保護者から多くの特徴、文化、宗教、スキルを継承する。これにより、プレイヤーは有益な同盟を形成するだけでなく、子孫の質を最大化し、王朝を強化するために強い遺伝特性を持つ結婚相手を選択しようとするなど、結婚に戦略の層が追加される。これによって時には相反する利益のバランスを取る必要がある。たとえば、結婚の可能性があると、別の支配者と望ましい婚姻同盟が結べる可能性があるが、そのために望ましくない特性を持つ配偶者との結婚が必要になる場合もある。逆に、配偶者候補の1人が非常に望ましい特性を持っている可能性があるが、プレーヤーの王朝に新しい同盟をもたらすことがない場合もある。
プレイヤーは、少なくとも州を所有している任意の貴族としてプレイすることを選択できるが、ゲームを改造しないとプレイできない政府タイプがいくつかある。これらには、神権政治(教皇庁など)、聖職者、傭兵、および商業共和国が含まれる。ただし、商業共和国は、DLC「The Republic」を導入することでプレイできる。さらに、イスラム教徒、ユダヤ教徒、ヒンドゥー教徒、仏教徒、道教徒、ゾロアスター教徒、ジャイナ教徒、ズン教徒、さまざまな異教徒など、キリスト教徒以外のすべてのキャラクターは、ロックを解除する DLC を購入しないとプレイできない。

## 拡張とMOD

### MOD
公式の拡張パック以外にも、Steam Workshopなどのサイトでサードパーティ製のMODが提供されている。
Crusader Kings II（CK2）のゲームが起動すると、Paradoxのサーバーは、ゲームのバージョン、シングルプレイヤーまたはマルチプレイヤー、使用中のMODといったゲーム設定に関する情報を収集する。2017年4月23日に収集されたデータでは、その日のユーザーの少なくとも42%が少なくとも1つのMODを有効化していたことが判明した。また、マルチプレイヤーの「チートMOD」も人気があり、グラフィックやGUIのMODも人気があることがデータから判明している。
Historical Immersion ProjectやCK2+など、いくつかの精度とリアリズムの mod もファンによって作成されている。多数のトータルコンバージョンMODも利用できる。例えば以下のようなMODがある。
- 2012年5月にリリースされた、ジョージ・R・R・マーティンのファンタジー小説「氷と炎の歌」に基づくMOD、ゲーム オブ スローンズ[5] [6] [7]は、「長い間最も人気のある CK2 modだった」[8]。
- After the Endは、27世紀の終末後の北米が舞台としたMODである[9]。
- ベセスダ ソフトワークスのThe Elder Scrollsビデオ ゲーム シリーズに基づくElder Kings [10] [11] [12]。
- JRRトールキンの作品に基づくミドルアースプロジェクト[4]。
- 世界が意味を成さなくなったとき、暗黒時代に設定される[13]。
- Andrzej SapkowskiのThe Witcherシリーズの小説とCD Projekt Redのビデオ ゲーム シリーズに基づくWitcher Kings [14]。
- 日本の戦国時代を舞台にしたNova Monumenta Iaponiae Historica[15]。

Paradox社はこのようなMOD開発を積極的に奨励しており、同社はMOD開発を容易にするために定期的にゲームを調整している。

## 発売・受付
2012年2月4日には、20年にわたる4人のプレイアブルキャラクターが登場するデモが公開された。このゲームのマーケティングキャンペーンでは、「七つの大罪」をコンセプトとした軽妙なコメディ映像が展開された。
Clausewitz Engineをベースにしたこのゲームは、概ね好評で、Metacriticではメタスコア82を獲得している。GameSpotのレビュアーであるShaun McInnis氏は、「外交と裏切り行為の複雑なシステムを通じて、Crusader Kings II はあらゆる権力闘争を夢中にさせる」と述べ、ゲームプレイを称賛する一方で、「チュートリアルが精彩を欠いている」ことを指摘している。IGNは「強烈な学習曲線だが、ユニークな戦略体験」とレビューを総括している。IGNはゲームプレイと「持続的な魅力」を9/10と評価した。Rock, Paper, Shotgunのレビュアーは、Crusader Kings IIは、これまでプレイした中で「おそらく最も人間的な戦略ゲーム」だと書いている。PC PowerPlay』のRob Zacny氏は、このゲームに7/10点をつけ、「戦略とストーリーの面で封建制を見事に扱っている」と評価する一方、「情報過多を克服するために大きな投資が必要」とも述べている。Kotakuは、このゲームをゲーム・オブ・ザ・イヤーの候補の1つに挙げた。
2014年9月までに『Crusader Kings II』は100万本を突破し、拡張パックとDLCの販売本数は合計700万本を超えた。これは、Europa Universalis IVのデビュー以前に、パラドックスにとって最も成功したリリースである。Paradox Interactiveによると、このゲームは毎日平均12,500人のプレイヤーにプレイされ、1人あたりの平均プレイ時間は99時間だった。